# Гаљијетоле (Перуђа)
Гаљијетоле је насеље у Италији у округу Перуђа, региону Умбрија.
Према процени из 2011. у насељу је живело 76 становника. Насеље се налази на надморској висини од 320 м.